# Coronigoniella osborni
Coronigoniella osborni är en insektsart som beskrevs av Felix et Mejdalani 2003. Coronigoniella osborni ingår i släktet Coronigoniella och familjen dvärgstritar. Inga underarter finns listade i Catalogue of Life.